# Eduard Savojský
Eduard Savojský (francouzsky Édouard de Savoie zvaný le Libéral; 1284, Pont-d'Ain – 4. listopadu 1329, Gentilly) byl savojský hrabě.

## Život
Narodil se jako prvorozený syn savojského hraběte Amadea V. a jeho první ženy Sibyly z Baugé. 18. října 1307 se na hradě Montbard oženil s Blankou, dcerou burgundského vévody Roberta II. Roku 1323 po otcově smrti převzal hrabství, o vlásek unikl v bitvě u Varey s dauphinem z Viennois. Zemřel v listopadu 1329. Pohřben byl po boku svých předků v cisterciáckém klášteře Hautecombe. Hraběcí titul zdědil jeho mladší bratr Aymon.